# Strażnica WOP Ulików
Strażnica WOP Ulików – podstawowy pododdział graniczny Wojsk Ochrony Pogranicza pełniący służbę ochronną na granicy polsko-radzieckiej.

## Formowanie i zmiany organizacyjne
W 1951, w związku z wymianą odcinków granicznych między Polską a ZSRR, dowództwo 234 batalionu WOP przeniesiono z Bełza do Tomaszowa Lubelskiego. Strażnica WOP Uhnów przeniesiona została do m. Ulików.
Od 15 marca 1954 wprowadzono nową numerację strażnic. Strażnica WOP Ulików IV kategorii otrzymała numer 150.

## Ochrona granicy
Sąsiednie strażnice:
149 strażnica WOP Korczmin ⇔ 151 strażnica WOP Hrebenne – 1954